# Ironman Des Moines
Der Ironman Des Moines war eine einmalig im Juni 2022 durchgeführte Triathlon-Sportveranstaltung über die Ironman-Distanz (3,86 km Schwimmen, 180,2 km Radfahren und 42,195 km Laufen) im US-Bundesstaat Iowa, in Des Moines. Die Veranstaltung vor Ort wird nicht mehr weitergeführt. Eine Weiterführung als Ironman 70.3 am gleichen Standort wurde danach beschlossen.

## Organisation
Am 12. Juni 2022 wurden bei der Erstaustragung des Ironman Des Moines die North American Championships ausgetragen. Es werden hier auch Qualifikationspunkte für das Kona-Pro-Ranking und damit einen Startplatz beim Ironman Hawaii (Ironman World Championships) vergeben.

## Streckenverlauf
- Die Schwimmdistanz ging über 3,8 km in einem zweimal zu absolvierenden Rundkurs im Grays Lake.
- Mit dem Fahrrad ging es über 180,2 km in einer Runde durch Iowa.
- Die abschließende Marathon-Distanz ging über einen dreimal zu absolvierenden Rundkurs mit dem Ziel in Des Moines.

## Siegerliste
| N ° | Datum/Jahr    | Männer       | Männer        | Männer            | Frauen       | Frauen        | Frauen        |
| N ° | Datum/Jahr    | Erster Platz | Zweiter Platz | Dritter Platz     | Erster Platz | Zweiter Platz | Dritter Platz |
| --- | ------------- | ------------ | ------------- | ----------------- | ------------ | ------------- | ------------- |
| 1   | 12. Juni 2022 | Matt Hanson  | Andre Lopes   | Timothy O’Donnell | Skye Moench  | Jen Annett    | Kelly Fillnow |